# Припой
Припоят е леснотопима сплав, използвана при процеса на спояване с цел създаване на здрава връзка между металните детайли. Съотношението на сплавите варира в зависимост от целта, за която се използва. Основно това са олово, калай, цинк, сребро, мед и др. Използва се при спояването на различни метали и сплави (като мед, месинг, сребро, злато, цинк, алуминий, желязо и др). Спояват се главно метали, електронни елементи, проводници, бижута и т.н. Припоят се стопява чрез поялник, като така омокря краищата на спояваните метални детайли и ги свързва чрез твърда връзка при охлаждането.Точката на топене на съответния припой трябва винаги да бъде по-ниска от тази на спояваните детайли.

## Общи положения
Преди спояването металните детайли трябва да се почистят механически от замърсяване, окиси, лак и др. С помощта на флюс, се осигурява бързо и добро омокряне от припоя на повърхността на детайлите и качествено спояване. Специално при меките припои е необходимо детайлите да се калайдисат преди спояване, за да се съкрати времето на спойка. По време на спояването флюса разтваря новообразувания окисен слой върху детайлите. Температурата на детайлите трябва да достигне температурата на течния припой. При чувствителните към топлината електронни елементи, трябва да се спазва максималното време на спояване. Тъй като здравината на опън, особено на нискотемпературните припои, е по-малка от тази на основните метали, при големите механични натоварвания, слоя на припоя трябва да е по възможност по-тънък.
Припоите се делят на две основни групи в зависимост от температурата си на топене: високотемпературни и нискотемпературни припои (на немски съответно hartlot и weichlot). Припоите с температура на топене между 90 и 450 °C са нискотемпературни, а тези над 450 °C са високотемпературни. В английския език технологиите с използване на високотемпературни и нискотемпературни припои се наричат съответно brazing и soldering.

## Високотемпературни припои
Като високотемпературни припои се означават обикновено сплави с голямо съдържание на сребро.
Тези припои за разлика от нискотемпературния припой (на калаено-оловна база) служат за свързване на метални части, при които има голямо механично и температурно натоварване. Например за изработката на твърдосплавни инструменти.
Температурата на преработка на високотемпературните припои е между 500 °C и 1000 °C. Използва се обикновено газова горелка.
За тръбопроводи от медни тръби се препоръчва високотемпературен припой.

### Сребърни припои
Сребърните припои са сплави от сребро, мед, кадмий и цинк, с малки количества манган и никел. Температурата на преработка е между 600 °C и 800 °C. С повишаването на съдържание на сребро се понижава температурата на преработка на припоя. Сребърните припои се разтичат по-добре от месинговите припои и се използват за свързване на фитинги на медни тръби.
- Сребърен припой без добавка на кадмий
- Сребърен припой с добавка от кадмий (не се използва за тръбопроводи за питейна вода)

### Месингови припои
Месинговите припои са сплави от мед и цинк с малки добавки от сребро, силиций, калай и манган. Температурата на работа с припоя е между 800 °C до 1000 °C. С повишаване на съдържанието на мед се повишава точката на топене и здравината.

### Фосфорни припои
Фосфорните припои са сплави от фосфор и мед (понякога със сребро).

### Високотемпературни припои за алуминий
- L-AlSi12
- L-ZnAl30

## Нискотемпературни припои
Съединенията с нискотемпературен припой имат по-ниска механическа здравина. Те се използват основно в електротехниката и електрониката и в изкуството. В изкуството оловни припои се използват в изработката на витражи и по-ново време от Луис Комфорт Тифани за произведения на бита лампи и други.
За ръчно спояване се използват обикновено електрически поялници

### Калаени припои
Най-често използваните нискотемпературни припои са калаените припои, т.е. сплави от калай и олово с малки добавки желязо, антимон, мед и никел. Точката на топене на калаените припои е под 330 °C. При загряването припоите преминават от твърдо в полутвърдо и накрая в течно състояние.
Калаените припои имат различно съдържание на калай в зависимост от приложението:
- 20 до 40%: Свързване на медни тръби, оловни кабели и муфи, поцинковани тръби за улуци
- 50% фино спояване на ламарини
- 60 до над 99% свързване и калайдисване на електрически проводници и платки
- >90% спояване на консервени кутии.

### Свойства на различните съставни части на нискотемпературните припои
| Означение | хим.знак | Температура на топене | Влияние |
| Антимон   | Sb       | 630,7 °C              | повишава здравината на опън на припоя и намалява коефициента на свиване                                                                                          |
| сребро    | Ag       | 961,9 °C              | намалява разтварянето на сребро от среброто на спояваните детайли или електронни елементи в припоя                                                               |
| бисмут    | Bi       | 271,3 °C              | намалява съществено температурата на топене на припоя |
| мед       | Cu       | 1084,4 °C             | намалява разтварянето на мед от елементите, които се спояват или съответните електронни елементи в припоя и удължава живота на медните накрайници на поялниците. |
| Калай     | Sn       | 232 °C                | съществена част от нискотемпературните припои |
| Олово     | Pb       | 327,5 °C              | подобрява течливостта и намалява температурата на топене на припоя                                                                                               |

Поради добрите технически характеристики на оловото и ниската температура на топене то се използва в много видове припои. Поради вредното му въздействие върху околната среда обаче са приети редица документи, които ограничават неговото използване. Специално в ЕС това се следи изключително стриктно. Затова тези припои се заменят в производството с безоловни припои.
В ЕС като икономически изгодна алтернатива се използва калаен припой със съдържание на сребро и мед (Sn-95%), (Ag3,8%) (Cu-0,7%) (температура на топене 220 °C).
Обикновено тези припои имат по-ограничени технически възможности и водят до проблеми като образуване на кристални структури (whisker) по повърхността на спойката, които могат да предизвикат къси съединения и по-голяма крехкост.
Поради тази причина в редица производства е разрешено и сега използването на припои със съдържание на олово. Това се отнася за използване от частни лица, и в области като въздухоплаване и космическа техника, военна и медицинска техника и някои други специални случаи.
Съдържащите бисмут припои поради много ниската си температура на топене (под 100 °С) по-рано са били използвани в електронните уреди като термопредпазители.